# Селезнёв, Константин Павлович
Константи́н Па́влович Селезнёв (23 ноября 1920, Петроград — 14 июля 1998) — заслуженный деятель науки, учёный, специалист в области компрессоростроения, ректор Ленинградского политехнического института (1973—1983).

## Биография
Родился в Петрограде 23 ноября 1920 г. В 1938 г. окончил с отличием среднюю школу и поступил на энергомашиностроительный факультет Ленинградского политехнического института. За отличные успехи в учёбе и большую общественную работу в 1940 г. назначена Сталинская стипендия.
23 июня 1941 г. записался добровольцем в народное ополчение. Военная служба длилась 5 лет — четыре года войны и год службы в послевоенное время. После демобилизации вернулся на родной факультет и в 1949 году с отличием окончил его. Дипломная работа — «Компрессорная группа газотурбинной установки N=1200 кВт» была изложена в двух томах на 318 страницах.

## Деятельность
По окончании института был принят в аспирантуру по кафедре турбиностроения, где работал под руководством профессора И. И. Кириллова. Кандидатская диссертация, защищённая в марте 1952 г., посвящена вопросам распределения температур в роторах и цилиндрах газовых турбин. Работал на кафедре и в проблемной лаборатории компрессоростроения Политехнического института.
С декабря 1952 г. доцент кафедры компрессоростроения. В 1956 году командирован на работу в КНР, где участвовал в создании кафедр компрессоростроения в Шанхайском и Сианьском технических университетах. В Китае издал 9 томов лекций по всем разделам теории турбомашин.
После возвращения из КНР продолжил работу на кафедре компрессоростроения и в 1960 г. избран её заведующим (заведовал кафедрой до 1989 года). В 1973—1983 годах ректор Ленинградского Политехнического института.
Был как научным руководителем, так и непосредственным исполнителем многих научных исследований. Он — автор более 400 работ, опубликованных лично или в соавторстве с его учениками в СССР и за рубежом (в Германии, Польше, Китае, Японии, США, Англии, Франции, на Кубе). В числе этих работ 23 монографии и учебных пособия, 47 авторских свидетельств и патентов.
Учебную работу начал вести ещё будучи аспирантом кафедры турбиностроения.
В 1952 г. составил (вместе с Ю. С. Подобуевым, доцентом кафедры турбиностроения) и прочитал курс лекций «Центробежные и осевые компрессоры». Три выпуска этих лекций были изданы в ЛПИ в 1955-56 гг., а в 1957 г. вышли отдельной книгой в издательстве «Машиностроение». Это был один из первых в мире учебников по турбокомпрессорам. В США NACA был сделан перевод этого учебника на английский язык.
 
В Китае написал и издал на китайском и русском языках 9 томов лекций по всем разделам теории турбомашин; в каждом томе этих лекций около 500 страниц. Учебное пособие «Теория и расчёт осевых и центробежных компрессоров» переведено и издано официально в Китае в 1961 году.
Читал курсы лекций «Теория турбомашин», «Теория и расчёт турбокомпрессоров», «Прочность турбомашин», «Автоматизация и регулирование компрессоров», «Конструкции турбокомпрессоров», «САПР в компрессоростроении», «Методы проектирования, математические модели и САПР», а также читал курс лекций «Газовые турбины и газотурбинные установки».
В 1963 году К. П. Селезнёв защитил диссертацию на соискание учёной степени доктора технических наук на тему «Тепловое состояние роторов и цилиндров паровых и газовых турбин»; в 1964 году ему было присвоено учёное звание профессора.
В 1968 г. выпустил в соавторстве с сотрудниками кафедры учебное пособие-монографию «Теория и расчёт турбокомпрессоров», в 1986 г. вышло второе издание. В 1979 г. вышло учебное пособие «Тепловое состояние и напряжения в основных элементах паровых и газовых турбин».
Выполнил большую работу по организации отрасли компрессоростроения. Первая Всесоюзная конференция по компрессоростроению была проведена в 1966 году в Москве. Уже начиная со второй конференции, проведенной в 1968 году в ЛПИ, вся организация и управление конференциями перешли к К. П. Селезнёву. Всего было проведено 11 Всесоюзных конференций, последняя — в 1998 году в Казани. Уже после распада СССР были проведены три конференции, получившие статус международных.
Участвовал в создании и более 20 лет возглавлял секцию компрессоростроения научно-технического Совета МинХимМаша, позднее преобразованную в научный совет по компрессорной и насосной технике при ГКНТ СССР.
С 1973 по 1983 год - К. П. Селезнёв ректор Ленинградского политехнического института.
В последние годы много занимался историей ЛПИ и совместной с Музеем работой по подготовке мероприятий к 100-летнему юбилею СПбГТУ. С 1983 года он был бессменным заместителем председателя комиссии по истории СПбГТУ.

## Премии и награды
Почётное звание «Заслуженный деятель науки и техники РСФСР» (1981)
«Почётный член отделения энергетики Санкт-Петербургской инженерной академии» (1993)
«Заслуженный профессор СПбГТУ» (1993).
Действительный член Международной Академии Холода, член Международной энергетической Академии. Его работа отмечена золотой, серебряными и бронзовыми медалями ВДНХ СССР.
Награждён двумя орденами Трудового Красного Знамени (1971, 1976), Орденом Отечественной войны 2-й степени (1985) и четырнадцатью медалями.